# Robert Ramírez i Balcells
Robert Ramírez i Balcells (Barcelona, 3 de maig de 1943- 4 d'abril del 1998) fou un polític català.
Tenia estudis d'economia. Va treballar com a agent de duanes i fou membre de l'Orfeó Gracienc i de l'Ateneu de Sant Just Desvern. Fundador de Convergència Democràtica de Catalunya al Baix Llobregat, a les eleccions municipals de 1979 fou escollit regidor de Sant Just Desvern i ocupà l'alcaldia de 1982 a 1983. Va ser conseller de la Corporació Metropolitana de Barcelona (1979-1983) i, posteriorment, cap del gabinet de la Conselleria d'Obres Públiques de la Generalitat de Catalunya.
Fou elegit diputat a les eleccions al Parlament de Catalunya de 1984 per les llistes de Convergència i Unió. Fou nomenat Director General de Transports de la Generalitat de Catalunya l'any 1986. Dins del Parlament de Catalunya va ser membre de la Comissió de Política Territorial, de la Comissió Parlamentària del Síndic de Greuges i de la Comissió per al Seguiment del Procés d'Integració de l'Estat Espanyol en les Comunitats Europees.
Fou president de la Jove Cambra de Barcelona el 1974 i president del Senat de la Jove Cambra Internacional el 1996-1997.